# Bridge of Allan
Bridge of Allan est une ville située dans le Stirling, en Écosse.

## Source
- (en) Cet article est partiellement ou en totalité issu de l’article de Wikipédia en anglais intitulé « Bridge of Allan » (voir la liste des auteurs).